# مایکل آدامز (شطرنج‌باز)
مایکل آدامز (انگلیسی: Michael Adams) یک استاد بزرگ شطرنج اهل انگلستان است